# Shaking Hell
«Shaking Hell» es una canción de Sonic Youth del álbum Confusion Is Sex, y además un sencillo publicado en marzo de 1992 en vinilo de 7", incluido en el libro Sonic Life de Guido Chiesa.

## Lista de canciones
| Shaking Hell |                          |          |  |
| N.º          | Título                   | Duración |  |
| 1.           | «Shaking Hell» (en vivo) | 3:27     |  |
| 2.           | «Little Jammy Thing»     | 2:19     |  |
| 5:46         |                          |          |  |

Esta versión en vivo de Shaking Hell se grabó en un concierto en Groninga, Países Bajos, el 24 de noviembre de 1983. El tema Little Jammy Thing, por su parte, fue grabado el 8 de agosto de 1991.